# Collospermum
Collospermum là một chi thực vật có hoa trong họ Asteliaceae.